# 帽柯
帽柯（学名：Lithocarpus bonnetii）为壳斗科柯属下的一个种。

## 扩展阅读
- 維基物種上的相關：帽柯